# Hội chứng rối loạn nhận dạng toàn vẹn cơ thể
Chứng phiền muộn về tính toàn vẹn của cơ thể (BID) còn được gọi là chứng rối loạn nhận dạng toàn vẹn cơ thể (BIID), rối loạn nhận dạng cụt chi hoặc xenomelia, trước đây được gọi là apotemnophilia, là một chứng rối loạn tâm thần được đặc trưng bởi mong muốn bị khuyết tật về giác quan hoặc thể chất hoặc cảm thấy khó chịu khi khỏe mạnh, bắt đầu từ đầu tuổi vị thành niên và dẫn đến những hậu quả có hại. BID dường như có liên quan đến somatoparaphrenia. Những người có tình trạng này có thể tự coi mình là người chuyển hóa.

## Những dấu hiệu và triệu chứng
BID là một tình trạng hiếm gặp, trong đó có sự bất đồng giữa cơ thể và tinh thần, đặc trưng bởi mong muốn được cắt cụt hoặc liệt một chi, thường là một chân hoặc bị mù hoặc điếc. Nhũng người bị mắc hội chứng đôi khi có cảm giác hưng phấn tình dục liên quan đến mong muốn mất một chi, cử động hoặc cảm giác.
Một số người trở nên thoải mái hơn với cơ thể của họ bằng cách giả vờ rằng họ là người cụt chi bằng cách sử dụng chân tay giả và các công cụ khác để giúp họ vượt qua họi chứng này, bằng cách sử dụng xe lăn hoặc bằng cách cản trở tầm nhìn hoặc thính giác của họ. Một số người mắc BID đã báo cáo với phương tiện truyền thông hoặc qua phỏng vấn với các nhà nghiên cứu rằng họ đã tự cắt bỏ một chi "không cần thiết" bằng nhiều cách, chẳng hạn như để tàu hỏa cán qua hoặc làm tổn thương chi nghiêm trọng đến mức bác sĩ phải phẫu thuật cắt bỏ. Tuy nhiên, y văn ghi nhận rất ít trường hợp tự cắt cụt chi. Tuy nhiên, có ít nhất một ví dụ được ghi lại rõ ràng.
Trong phạm vi có thể khái quát, những người mắc BID dường như bắt đầu mong muốn cắt cụt chi khi họ còn nhỏ, từ tám đến mười hai tuổi và thường biết một người bị cắt cụt chi khi họ còn nhỏ. Tuy nhiên, những người mắc BID có xu hướng chỉ tìm cách điều trị khi họ lớn lên. Những người mắc BID dường như chủ yếu là nam giới và mặc dù không có bằng chứng nào cho thấy có liên quan đến khuynh hướng tình dục, nhưng dường như có mối tương quan giữa người mắc BID và người mắc chứng paraphilia; dường như có một mối tương quan yếu với rối loạn nhân cách. Tiền sử tâm lí gia đình dường như không liên quan và dường như không có bất kỳ mối tương quan chặt chẽ nào với vị trí của chi hoặc các chi mà người đó mong muốn họ không có, cũng không phải với bất kỳ chấn thương trong quá khứ đối với chi không mong muốn.

## Nguyên nhân
Từ năm 2014, không có nguyên nhân rõ ràng và đang là một chủ đề của nghiên cứu đang diễn ra và hiếm khi được nghiên cứu.
Tuy nhiên, một phần nhỏ những người mắc BID liên quan đến chân trái của họ đã được quét MRI cho thấy ít chất xám hơn ở bên phải của tiểu thùy đỉnh trên của họ. Lượng chất xám bị thiếu có tương quan với mức độ mong muốn cắt bỏ chân của bệnh nhân.

## Chẩn đoán
Theo ICD-11, BID được liệt vào trong danh mục "Rối loạn đau khổ về thể chất hoặc trải nghiệm về thể chất". Nó "được đặc trưng bởi một mong muốn mãnh liệt và dai dẳng được trở thành người khuyết tật về thể chất theo một cách đáng kể (ví dụ: cụt chi, liệt nửa người, mù), khởi phát sớm ở tuổi vị thành niên kèm theo sự khó chịu dai dẳng hoặc cảm giác không phù hợp về cơ thể lành lặn hiện tại mong muốn trở thành người khuyết tật về thể chất dẫn đến những hậu quả có hại, như được thể hiện bởi sự lo lắng với mong muốn (bao gồm cả thời gian giả vờ bị khuyết tật) ảnh hưởng đáng kể đến năng suất, hoạt động giải trí hoặc hoạt động xã hội (ví dụ: một người không muốn có mối quan hệ thân thiết vì điều đó sẽ gây khó khăn cho việc giả vờ) hoặc bằng cách cố gắng thực sự trở thành người khuyết tật đã khiến người đó đặt sức khỏe hoặc tính mạng của mình vào tình trạng nguy hiểm đáng kể, do Bệnh hệ thần kinh hoặc do một tình trạng của bệnh khác, hoặc do Suy nghĩ sai lệch." Phải loại trừ chẩn đoán phiền muộn giới.

### Phân loại
Trước khi phát hành ICD-11, việc chẩn đoán BID là một chứng rối loạn tâm thần đã gây tranh cãi. Đã có cuộc tranh luận về việc đưa nó vào DSM-5 và đã không được đưa vào; và cũng không được đưa vào ICD-10. Nó đã được đưa vào ICD-11, đã đưa ra phiên bản ổn định vào tháng 6 năm 2018, với tên gọi 'Chứng phiền muộn về tính toàn vẹn của cơ thể' với mã 6C21.

## Điều trị
Không có phương pháp điều trị dựa trên bằng chứng nào đối với BID; có những báo cáo về việc sử dụng trị liệu hành vi nhận thức và thuốc chống trầm cảm để điều trị BID.
Đạo đức của việc phẫu thuật cắt bỏ chi không mong muốn của một người mắc bệnh BID là khó khăn và gây tranh cãi.

## Dự đoán
Kết quả của BID được điều trị và không được điều trị vẫn chưa được biết; có rất nhiều trường hợp báo cáo rằng việc cắt cụt chi vĩnh viễn giải quyết được ham muốn ở những người bị ảnh hưởng.

## Khả năng chuyển đổi
Khả năng chuyển đổi (có thể được gọi là có thể chuyển đổi) là thuật ngữ được sử dụng để mô tả nhu cầu thay đổi cơ thể của một người khỏe mạnh để phát triển tình trạng suy yếu hoặc khuyết tật về thể chất. Điều này bị ảnh hưởng bởi quyết định và mong muốn cá nhân.
Theo ISH News, những người có thể chuyển giới trải qua quá trình này bằng cách tự gây thương tích về thể xác theo cách dẫn đến tàn tật suốt đời, thỏa mãn nguyện vọng được tàn tật của họ.
Người có thể chuyển đổi có thể muốn trở thành điếc, mù, cụt chi, liệt nửa người hoặc bất cứ điều gì khác.

## Lịch sử
Apotemnophilia lần đầu tiên được mô tả trong một bài báo năm 1977 bởi các nhà tâm lý học Gregg Furth và John Money là chủ yếu có xu hướng tình dục. Năm 1986, Money mô tả một tình trạng tương tự mà ông gọi là acrotomophilia; cụ thể là, hưng phấn tình dục để đáp lại sự cắt cụt chi của bạn tình. Các ấn phẩm trước năm 2004 nói chung là nghiên cứu điển hình. Tình trạng này đã nhận được sự chú ý của công chúng vào cuối những năm 1990 sau khi bác sĩ phẫu thuật người Scotland Robert Smith cắt cụt chân tay của hai người khỏe mạnh khác đang khao khát được thực hiện điều này.
Năm 2004, Michael First đã công bố nghiên cứu lâm sàng đầu tiên, trong đó ông khảo sát 52 người mắc BID, một phần tư trong số họ đã trải qua phẫu thuật cắt cụt chi. Dựa trên nghiên cứu đó, First đã đặt ra thuật ngữ "rối loạn nhận dạng toàn vẹn cơ thể" để diễn đạt điều mà ông coi là một chứng rối loạn nhận dạng hơn paraphilia. Sau công việc của First, những nỗ lực nghiên cứu về BID như một tình trạng rối loạn thần kinh đã tìm kiếm những nguyên nhân có thể xảy ra trong não của những người mắc BID bằng cách sử dụng kỹ thuật hình ảnh thần kinh và các kỹ thuật khác. Nghiên cứu tạm thời phát hiện ra rằng những người mắc BID có nhiều khả năng muốn cắt bỏ chi bên trái hơn bên phải, phù hợp với tổn thương ở thùy đỉnh bên phải; Ngoài ra, phản ứng độ dẫn của da khác nhau đáng kể ở trên và dưới đường cắt cụt mong muốn, và đường cắt cụt mong muốn vẫn ổn định theo thời gian, với mong muốn thường bắt đầu từ thời thơ ấu. Công việc này không hoàn toàn giải thích được tình trạng này và nghiên cứu tâm lý tình dục cũng đang được tiến hành.